# Bristol (Maine)
Pour les articles homonymes, voir Bristol.
Bristol (autrefois connu sous le nom de fort Pemaquid) est un village en Nouvelle-Angleterre dans le Comté de Lincoln (Maine), aux États-Unis. La population était de 2 644 au recensement de la population de l'an 2000. C'est un centre de pêche et de villégiature.

## Histoire
Durant le XVIIe siècle, la Nouvelle-France considérait la rivière Kennebec comme la frontière de l'Acadie, ce qui voulait dire que Bristol appartenait à cette dernière région.
En 1625, les Anglais s'installent à la pointe Pemaquid. Ils y  établissent un premier campement qui devient un poste de traite pour la fourrure. Dès 1630, une palissade en bois est édifiée autour du poste de traite. 
En 1676, les Amérindiens attaquent et détruisent le poste de traite.
En 1689, les Français venus de Castine, en Acadie, attaquent et prennent le fort. Plusieurs colons et soldats britanniques sont tués et les autres sont faits prisonniers.
En 1692, les Anglais reviennent de nouveau dans le lieu est reconstruisent un nouveau fort.
En 1696, les Français, commandés par Pierre Le Moyne d'Iberville attaquent le fort et le détruisent en faisant de nombreux prisonniers britanniques : Capture de Fort Pemaquid.
Les Anglais reviennent dans la région qu'au début du XVIIIe siècle. 
Le 21 juin 1765, le hameau de Pemaquid est incorporé au bourg de Bristol, du nom d'origine des premiers propriétaires des terres de l'ancien fort Pemaquid.